# Ranissus acucephala
Ranissus acucephala är en insektsart som beskrevs av Franz Xaver Fieber 1866. Ranissus acucephala ingår i släktet Ranissus och familjen Dictyopharidae. Inga underarter finns listade i Catalogue of Life.